# Cauneille
Cauneille (okzitanisch Caunelha) ist eine französische Gemeinde mit 799 Einwohnern (Stand 1. Januar 2022) im Département Landes in der Region Nouvelle-Aquitaine (vor 2016 Aquitaine). Sie gehört zum Arrondissement Dax und zum Kanton Orthe et Arrigans. Die Einwohner werden Cauneillais genannt.

## Geografie
Cauneille liegt am Fluss Gave de Pau, der am Westrand der Gemeinde mit dem Fluss Gave d’Oloron zum Gaves Réunis zusammenfließt, rund 32 Kilometer ostnordöstlich von Bayonne und etwa 18 Kilometer südlich von Dax. Nachbargemeinden sind Cagnotte im Norden, Pouillon im Nordosten und Osten, Labatut im Osten, Sorde-l’Abbaye im Süden, Oeyregave im Südwesten sowie Peyrehorade im Westen.

## Bevölkerungsentwicklung
| Jahr                       | 1962 | 1968 | 1975 | 1982 | 1990 | 1999 | 2010 | 2021 |
| Einwohner                  | 524  | 617  | 641  | 638  | 679  | 704  | 797  | 797  |
| Quellen: Cassini und INSEE |      |      |      |      |      |      |      |      |

## Sehenswürdigkeiten

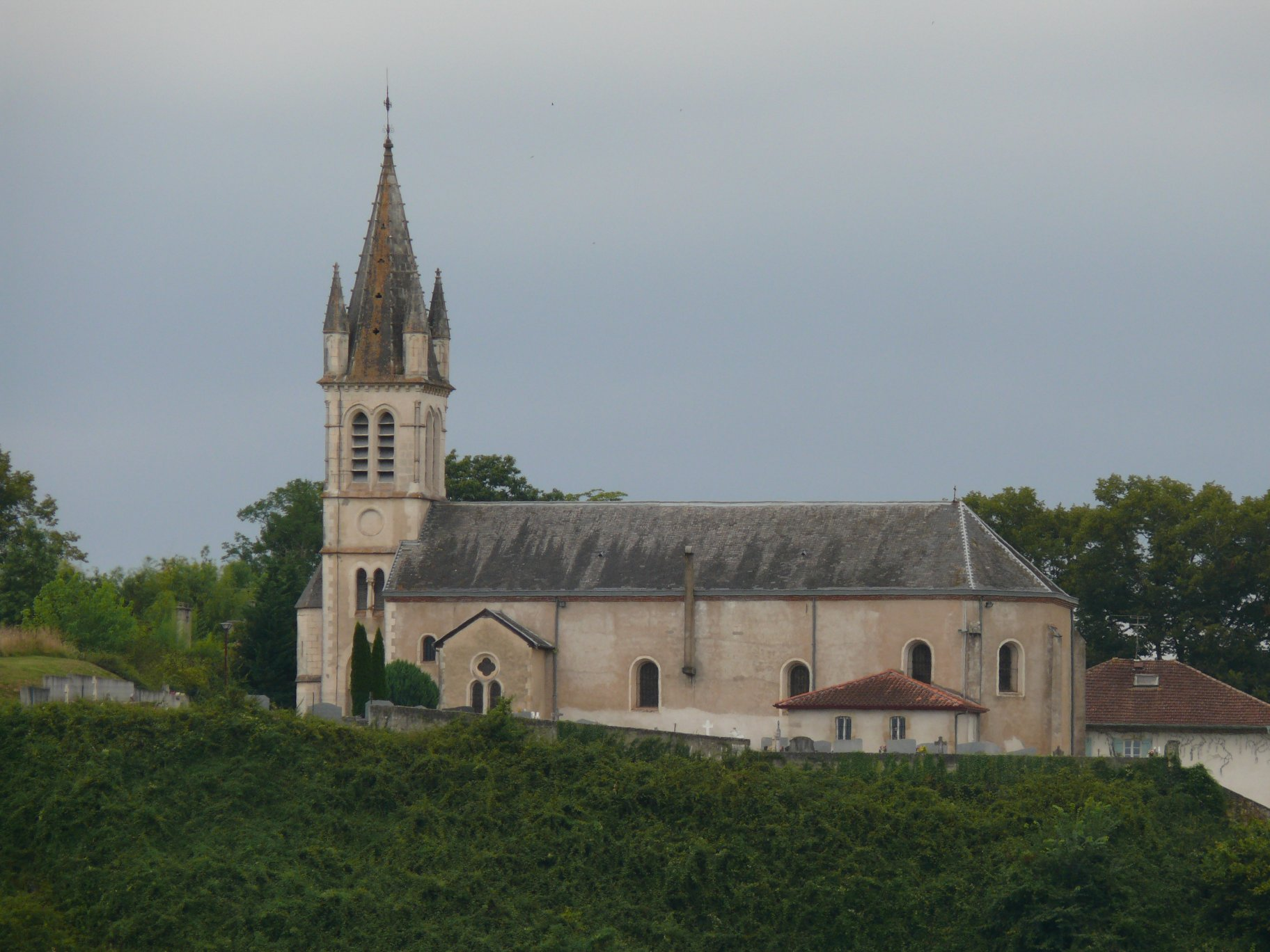
Kirche Saint-Pierre
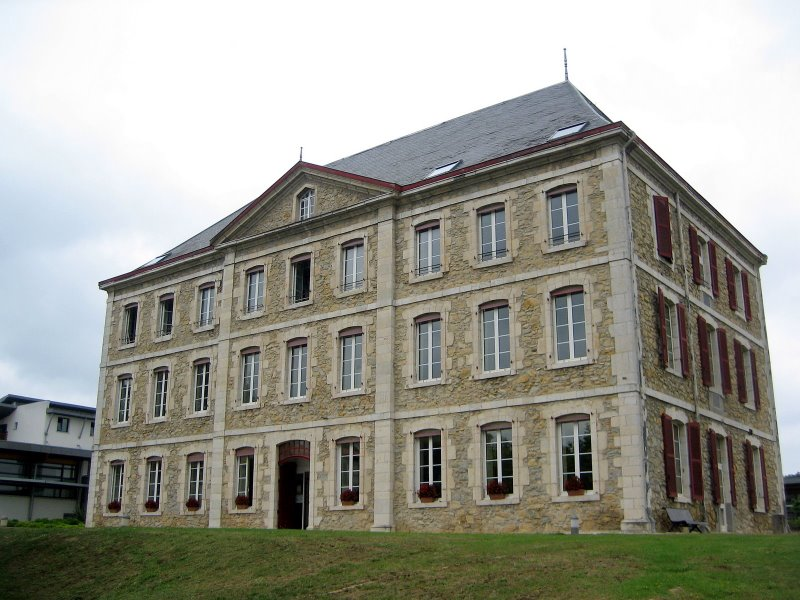
Schloss Mente

- Kirche Saint-Pierre
- Schloss Mente